# Coupe des Pays-Bas de football 1967-1968
Navigation
Édition précédente Édition suivante
La Coupe des Pays-Bas de football 1967-1968, nommée la KNVB beker, est la 50e édition de la Coupe des Pays-Bas. La finale se joue le 3 juin 1968 au Zuiderpark Stadion à La Haye.
Le club vainqueur de la coupe est qualifié pour la Coupe des coupes 1968-1969.

## Finale
L'ADO La Haye bat l'Ajax Amsterdam 2 à 1 et remporte son premier titre. Le club de La Haye empêche à l'Ajax de réaliser son doublé coupe-championnat et se qualifie pour la Coupe des coupes 1968-1969.